# نعيمة الصغير
نعيمة الصغير (25 ديسمبر 1931 - 20 أكتوبر 1991)، ممثلة مصرية.

## عن حياتها
ولدت في الإسكندرية, هي نعيمة عبد المجيد عبد الجواد المشهورة بنعيمة الصغير.
اكتشفها الفنان حسن الإمام. بدأت حياتها كمونولوجست مع زوجها محمد الصغير، ثم عملا معا في فرقة إبراهيم حمودة، كما عملا مع إسماعيل ياسين. اتجهت للعمل في السينما في الأربعينيات، لم تهتم كثيرا بالعمل في التلفزيون أو المسرح. نجحت في أدوار الأم القاسية والعجوز المتصابية بالإضافة لأدوار كوميدية خفيفة الظل، من أشهر أدوارها دور «ناظلة» في فيلم الشقة من حق الزوجة.

## أعمالها

### السينما
- 1948 اليتيمتين
- 1965 هي والرجال
- 1966 القاهرة 30 – امتثال
- 1967 الزوجة الثانية
- 1969 ورد وشوك
- 1974 آنسات وسيدات
- 1974 بدور - اتنين واحد صفر
- 1975 مولد يا دنيا
- 1976 مراهقة من الأرياف – وعادت الحياة – بيت بلا حنان – الدموع الساخنة – شلة الأنس
- 1977 سونيا والمجنون
- 1978 الأقمر – الندم - مكالمة بعد منتصف الليل – واحدة بعد واحدة ونص – شفيقة ومتولي
- 1979 مع سبق الإصرار (فيلم) – إسكندرية ليه – وتمضى الأحزان – قصة الحي الغربي
- 1980 الشباك – لا تظلموا النساء
- 1981 الرحمة يا ناس – عيون لا تنام -المشبوه
- 1982 للفقيد الرحمة – قهوة الموردي – الأقوياء – ليال
- 1983 حب في الزنزانة (فيلم) – مسعود سعيد ليه – أنا مش حراية – ريا وسكينة - وداد الغازية – غدا سأنتقم
- 1984 الليلة الموعودة – السطوح – نعيمة فاكهة محرمة – سمورة والبنت الأمورة – كلاب الحراسة – لك يوم يا بيه – شوارع من نار – . أهلا بالسكان - بيت القاصرات – قمر الليل – لا تسألني من أنا
- 1985 الشقة من حق الزوجة – الدرب الأحمر - علي بيه مظهر و40 حرامي – شهد الملكة – رمضان فوق البركان – إلى من يهمه الأمر – الزمار - خللي بالك من عقلك
- 1986 سترك يا رب – الأرملة العذراء – السكاكيني – امرأة مطلقة – مدام شلاطة – جذور في الهواء – الضائعة - كراكون في الشارع
- 1987 البدرون – سفاح كرموز – بنات حارتنا – خليل بعد التعديل – البيه البواب – التعويذة – العرضحالجي – عشماوي – لعدم كفاية الأدلة – جري الوحوش – الشرابية – النصيب مكتوب
- 1988 نواعم – ليلة في شهر 7 – قاهر الفرسان – زمن الممنوع – الفلوس والوحوش - نشاطركم الأفراح – حالة تلبس – الشاويش حسن – الجوازة دي مش لازم تتم – أيام الرعب
- 1989 جيران آخر زمن – حارة الحبايب – عليش دخل الجيش – الحقونا – كراكيب
- 1990 ليل وخونة – إلا أمي – قسمة ونصيب (فيلم 1990) – الأغبياء الثلاثة – ليلة عسل – الأسطى محروس – السقوط – العفاريت ليل وخونة - البيضة و الحجر
- 1991 مجانين على الطريق

### التليفزيون
- 1987 الحب في حقيبة دبلوماسية
- 1969 الرقم المجهول

## روابط خارجية
- نعيمة الصغير على موقع IMDb (الإنجليزية)
- نعيمة الصغير على موقع الدهليز
- نعيمة الصغير على موقع قاعدة بيانات الأفلام العربية